# Internacia Televido

Logo von Internacia Televido

Internacia Televido (iTV) war ein frei empfangbarer Internet-Fernsehsender aus Brasilien, der in der Plansprache Esperanto sendete. Betrieben wurde der Sender vom inzwischen ebenfalls eingestellten Internet-Nachrichtenportal Ĝangalo. Internacia Televido ging am 5. November 2005 nach einer zweijährigen weltweiten Spendensammelkampagne auf Sendung.
Im laufenden Betrieb sollte sich iTV durch Sponsoring und Werbung finanzieren. Dieses Konzept scheiterte jedoch, denn schon fünf Monate nach seinem Start wurde der Betrieb von Internacia Televido Anfang April 2006 eingestellt.
Am 27. Mai 2006 sollte der Betrieb von iTV nach Ankündigung des Betreibers für mindestens ein Jahr wieder aufgenommen werden, nachdem sich in zwei intensiven Spendensammelkampagnen eine genügend große Zahl von Esperantisten zu regelmäßigen Geldspenden an den Betreiber verpflichtet hatte. Tatsächlich wurde der Betrieb jedoch schon im Oktober 2006 erneut eingestellt. Am 10. Dezember 2006 verschwanden zeitgleich mit dem ebenfalls eingestellten Projekt Ĝangalo auch die statischen Seiten im Web.
Zum iTV-Programm sollten Esperanto-Kurse, journalistische Sendungen, Varieté, Musik, Kino und Kultur gehören. Unter diesen Genres sollten Dokumentar-, Zeichentrick- und Kinofilme, sowie Weltnachrichten und vieles mehr zu sehen sein. Die angekündigte Programmbreite wurde niemals verwirklicht.

## Belege
1. ↑  Libera Folio, Meldung vom 10. Dezember 2006: https://www.liberafolio.org/arkivo/www.liberafolio.org/2006/itvretpaneo/.